# Le Larmont (station de sports d'hiver)
Le Larmont est une petite station de sports d'hiver française, située à 1 200 m d'altitude sur le territoire de la commune Pontarlier, dans le département du Doubs et en région Bourgogne-Franche-Comté.
Située sur le site de Gounefay dans la montagne du Larmont, à 3 km à l'est du centre-ville de Pontarlier, la station dispose d'une piste de ski alpin (téléski et piste de la Glacière), de cinq pistes de ski de fond, quatre pistes de raquettes à neige, de pistes de luge et d'un restaurant. C'est sur ce site que se trouve la ferme de « la Grange des Miroirs » (altitude 1 225 m) où a été tourné durant l'hiver 1972-1973 le film Les Granges brûlées avec Alain Delon et Simone Signoret.